# 中富良野町
中富良野町（日语：／ Nakafurano chō */?）是日本北海道上川綜合振興局南部的町，隸屬於空知郡。當地以農業為主，生產稻米等農產品。近年來積極發展觀光農業，吸引許多遊客前來，使得觀光業逐漸成為當地的重要收益來源。中富良野町也被譽為薰衣草之村，以薰衣草觀賞而聞名的富田農場便坐落於此。由於當地位於富良野盆地正中央的位置，夾在上富良野町（北）與富良野市（南）之間，因此稱為中富良野。
「富良野」源自阿伊努語的「hura-nu-i」（發臭的地方）或「hura-nuy」（發臭的火焰）。

## 地理
中富良野町內的緩坡由東北向西南延伸，丘陵地區為旱田地，平地則為水田。

## 歷史
中富良野是在1917年時由上富良野村（今日的上富良野町）劃分而出，原是「村」級行政單位，但在1964年時實施的地方行政新制中改制為「町」。
- 1917年4月1日：從上富良野村（現在的上富良野町）分村，成為北海道二級村。
- 1923年4月1日：成為北海道一級村。
- 1964年5月1日：改制為中富良野町。

## 交通

### 公車
- 富良野巴士「薰衣草號」（ふらのバス「ラベンダー号」）：富良野～中富良野～上富良野～美瑛～旭川機場～旭川
- 道北巴士（道北バス）、十勝巴士（十勝バス）與北海道拓殖巴士（北海道拓殖バス）共同營運的「北方快車」（ノースライナー）：旭川～美瑛～上富良野～中富良野～富良野～幾寅～新得～清水～芽室～帶廣

### 機場
- 旭川機場（旭川空港）：實際上位於東神樂町境內

### 道路
一般國道
- 國道38號
- 國道237號

道道
- 北海道道298號上富良野旭中富良野線
- 北海道道705號貝貝魯伊中富良野停車場線（北海道道705号ベベルイ中富良野停車場線）
- 北海道道759號奈江富良野線
- 北海道道851號上富良野中富良野線

### 鐵路
- 北海道旅客鐵道（JR北海道）
  - 富良野線：西中車站 - 薰衣草花田車站（臨時車站）- 中富良野車站 - 鹿討車站

## 觀光景點

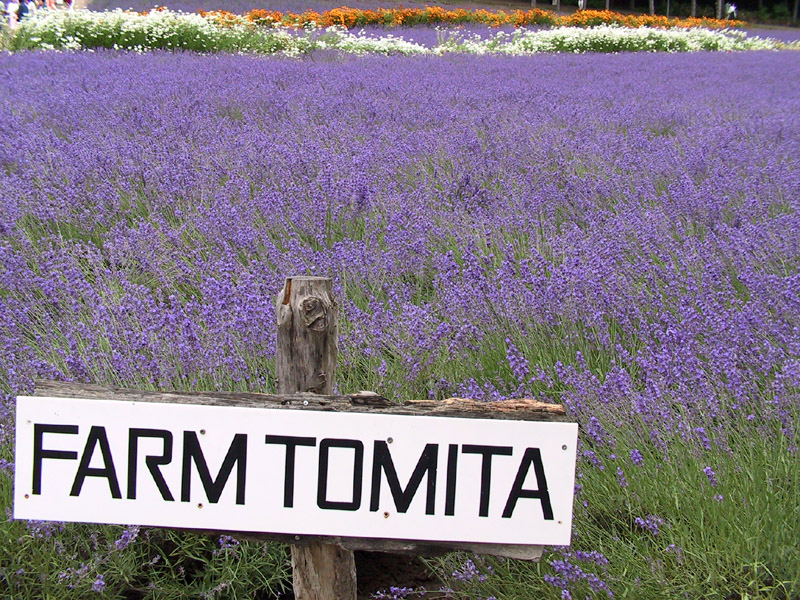
富田農場

- 富田農場
- 町營薰衣草園
- 彩香之村「佐佐木農場」
- 薰衣草園羊之丘
- 富良野風景畫館

## 教育

### 中學校
- 中富良野町立中富良野中學校

### 小學校
| - 中富良野町立中富良野小學校 - 中富良野町立西中小學校 - 中富良野町立宇文小學校 | - 中富良野町立本幸小學校 - 中富良野町立南中小學校 - 中富良野町立旭中小學校 |

## 本地出身的名人
- 山崎英樹：北海道放送播音員

## 外部連結
- （日語）中富良野町公所官方網站 （页面存档备份，存于）
- （日語）中富良野町社區首頁（页面存档备份，存于）
- （中文）富良野美瑛廣域觀光指南 （页面存档备份，存于）
- （中文）富田農場
- （日語）彩香之里－佐佐木農場
- （日語）富良野風景畫館 （页面存档备份，存于）
- （日語）薰衣草園－羊之丘
- （日語）中富良野町商工會
- （日語）北星山町営薰衣草園（页面存档备份，存于）

1. ↑  . 中富良野町役場 （日语）.
2. ↑  北海道庁.  (PDF). 北海道庁.   [2017-08-17]. （原始内容存档 (PDF)于2020-07-19）.
3. ↑   (PDF). 中富良野町役場. 2012  [2024-03-27]. （原始内容存档 (PDF)于2023-01-06） （日语）.